# Джудіт-Геп (Монтана)
Джудіт-Геп (англ. Judith Gap) — місто (англ. city) в США, в окрузі Вітленд штату Монтана. Населення — 110 осіб (2020).

## Географія
Джудіт-Геп розташований за координатами 46°40′44″ пн. ш. 109°45′14″ зх. д. / 46.67889° пн. ш. 109.75389° зх. д. (46.678760, -109.753996).  За даними Бюро перепису населення США в 2010 році місто мало площу 0,99 км², уся площа — суходіл. В 2017 році площа становила 0,86 км², уся площа — суходіл.

### Клімат
| Клімат : Джудіт-Геп   | Клімат : Джудіт-Геп | Клімат : Джудіт-Геп | Клімат : Джудіт-Геп | Клімат : Джудіт-Геп | Клімат : Джудіт-Геп | Клімат : Джудіт-Геп | Клімат : Джудіт-Геп | Клімат : Джудіт-Геп | Клімат : Джудіт-Геп | Клімат : Джудіт-Геп | Клімат : Джудіт-Геп | Клімат : Джудіт-Геп | Клімат : Джудіт-Геп |
| Показник              | Січ.                | Лют.                | Бер.                | Квіт.               | Трав.               | Черв.               | Лип.                | Серп.               | Вер.                | Жовт.               | Лист.               | Груд.               | Рік                 |
| Середній максимум, °C | 0,6                 | 2,8                 | 6,1                 | 11,1                | 16,7                | 21,1                | 25,6                | 25,0                | 19,4                | 13,3                | 5,6                 | 0,6                 | 12,2                |
| Середній мінімум, °C  | −12,2               | −10,6               | −7,2                | −3,3                | 1,7                 | 5,6                 | 8,3                 | 8,3                 | 3,3                 | −1,7                | −7,2                | −11,7               | −2,2                |
| Норма опадів, мм      | 18                  | 13                  | 20                  | 30                  | 61                  | 76                  | 51                  | 41                  | 33                  | 20                  | 13                  | 15                  | 389                 |
| Днів з опадами        | 5                   | 4                   | 6                   | 7                   | 9                   | 10                  | 7                   | 6                   | 6                   | 4                   | 4                   | 4                   | 72                  |
| --------------------- | ------------------- | ------------------- | ------------------- | ------------------- | ------------------- | ------------------- | ------------------- | ------------------- | ------------------- | ------------------- | ------------------- | ------------------- | ------------------- |
| Джерело: Weatherbase  |                     |                     |                     |                     |                     |                     |                     |                     |                     |                     |                     |                     |                     |

## Демографія
Згідно з переписом 2010 року, у місті мешкало 126 осіб у 64 домогосподарствах у складі 34 родин. Густота населення становила 128 осіб/км².  Було 83 помешкання (84/км²).
Расовий склад населення:
| - 96,0 % — білих - 2,4 % — азіатів - 0,8 % — чорних або афроамериканців |

До двох чи більше рас належало 0,8 %. Частка іспаномовних становила 0,0 % від усіх жителів.
За віковим діапазоном населення розподілялося таким чином: 10,3 % — особи молодші 18 років, 63,5 % — особи у віці 18—64 років, 26,2 % — особи у віці 65 років та старші. Медіана віку мешканця становила 58,0 року. На 100 осіб жіночої статі у місті припадало 110,0 чоловіків;  на 100 жінок у віці від 18 років та старших — 117,3 чоловіків також старших 18 років.
Середній дохід на одне домашнє господарство  становив 42 802 долари США (медіана — 35 625), а середній дохід на одну сім'ю — 51 468 доларів (медіана — 53 125). Медіана доходів становила 34 375 доларів для чоловіків та 19 375 доларів для жінок. За межею бідності перебувало 5,8 % осіб, у тому числі 0,0 % дітей у віці до 18 років та 6,5 % осіб у віці 65 років та старших.
Цивільне працевлаштоване населення становило 41 осіб. Основні галузі зайнятості: роздрібна торгівля — 29,3 %, освіта, охорона здоров'я та соціальна допомога — 24,4 %, транспорт — 12,2 %, публічна адміністрація — 9,8 %.